# 聖費利佩市

聖費利佩市（西班牙語：Municipio San Felipe），是委內瑞拉的一個市，位於該國西部亞拉奎州，首府設於聖費利佩，面積472平方公里，2011年人口108,443，人口密度每平方公里229.8人。